# Jindřiška
Jindřiška est un prénom féminin tchèque pouvant désigner:

## Prénom
- Jindřiška Bláhová (cs) (née en 1979), historienne et critique de cinéma tchèque
- Jindřiška Řeháčková (en) (née en 1955), sprinteuse céiste tchécoslovaque
- Jindřiška Šimková (en) (née en 1965), tireuse sportive tchèque